# Iñaki Badiola
Iñaki Badiola Menéndez (San Sebastián, Guipúzcoa, 17 de diciembre de 1964) es un empresario español especializado en banca de inversión. Ha sido presidente de la empresa Lighthouse China Group, vicepresidente del Banco Santander de Negocios y presidente de la Real Sociedad de Fútbol en las temporadas 2007-08 y 2008-09.

## Biografía y formación académica
Iñaki Badiola, hijo de Gotzon y María de los Ángeles, estudió Derecho Jurídico y Económico en la Universidad de Deusto, en Bilbao (Vizcaya). Realizó también estudios de INEF.[cita requerida]
En el año académico 1989-1990 realizó el Master of Business Administration (MBA) en la London Business School de Londres en el Reino Unido.[cita requerida]

## Carrera profesional
Una vez licenciado, comenzó su carrera profesional trabajando con una beca Icex en Sídney, Australia.
En enero de 1990 ocupó el puesto de Director Internacional de Financiación de China en el Wardley International Capital Limited (Ltd)(Grupo Hong Kong and Shanghai Banking Corporation (HSBC)). Y desde enero de 1992 hasta finales de 1993, trabajó como analista de Mercado en EBRD.
Posteriormente, en abril de 1994, comenzó a trabajar en el Banco Santander, como director de Financiación Internacional y Responsable de Mercados Emergentes, para poco después, en 1995, alcanzar la vicepresidencia en el área de Banca de Inversión.

## Etapa en la Real Sociedad de Fútbol
El 3 de enero de 2008 llegó a la presidencia de la Real Sociedad de Fútbol, S. A. D., con el apoyo del 71,6% de los accionistas del club, ganando las elecciones como candidato único. Con Badiola al frente del Real Sociedad intentaba un año más conseguir el ascenso a Primera División. En el campeonato 2007/2008 no pudo lograrse el ascenso a la Primera División.
Durante este tiempo, Badiola acusó  a varios contrincantes de compra de partidos o de la práctica de primas.
El mismo año, en una junta de accionistas del club de fecha 17 de junio de 2008, Badiola denunció una serie de irregularidades por parte del club que él mismo estaba presidiendo. 
Durante su mandato, el club entró en Ley Concursal. Badiola fue condenado como culpable del concurso de acreedores. La misma sentencia declaró cómplice a Light House Consulting SL e inhabilitó a Badiola para administrar los bienes ajenos durante un periodo de dos años, así como para representar o administrar a cualquier persona durante el mismo periodo. Más tarde el recurso de casación planteado por Badiola contra esta sentencia fue rechazado por el tribunal supremo, confirmandose así la culpabilidad de Badiola.
Años después, en mayo de 2015 Badiola se querelló contra la Diputación de Guipúzcoa por prevaricación y contra Markel Olano acusándolos de haber favorecido al club de forma ilegal entre 2004 y 2008 y de haber condonado sanciones al club; así como de haber cometido estafa procesal, prevaricación, administración desleal y falsedad documental en el concurso de acreedores de la Real Sociedad de Fútbol. La querella de Badiola fracasó al ser sobreseída por el juzgado de Instrucción número 5 de San Sebastián. Más tarde, el recurso de Badiola contra esta decisión fue parcialmente admitida. El juicio contra Pedro Mari Ruiz de Azua tuvo lugar a finales de 2021. En este proceso, Badiola no solo ejerció como acción popular sino también como testigo. Ruiz de Azua fue absuelto en abril de 2022, lo que fue recurrido por Badiola. Badiola volvió a fracasar al ser rechazado el recurso por el  Tribunal Supremo 

## Actualidad
En la actualidad Iñaki Badiola sigue como principal accionista del grupo Lighthouse China, en el que lleva al frente desde 1999.[cita requerida]
En 2016 funda LightHouse Barristers, Bar and Law Firm, un equipo de abogados para luchar "gratis et amore" contra la injusticia jurídica y la corrupción judicial.[cita requerida]
En abril de 2023 fue condenado a 10 años y 8 meses de prisión por delitos continuados de calumnias e injurias graves. Según la sentencia Badiola utilizó varias cuentas de Twitter para injuriar a calumniar a periodistas, políticos y magistrados que habrían estado relacionados con su destitución como presidente de la Real Sociedad en 2008.